# Czop (miasto)
Czop (ukr. Чоп, węg. Csap, słow. Čop) – miasto na prawach powiatu w obwodzie zakarpackim Ukrainy (na Zakarpaciu). Leży na Nizinie Zakarpackiej, w miejscu największego zbliżenia rzek Latoricy i Cisy, w pobliżu zbiegu granic Ukrainy, Węgier i Słowacji. W mieście działają zakłady transportu kolejowego.

## Historia
Czop dzielił losy Zakarpacia. Od połowy XI wieku należał do Królestwa Węgier, przejściowo w XVI i w XVII wieku do Księstwa Siedmiogrodu, jako część komitatu Ung. W latach 1919–1938 należał do Czechosłowacji (mimo że jeszcze w 1910 mieszkali tam niemal sami Węgrzy). Wraz z południowym pasem ziem Rusi Podkarpackiej 2 listopada 1938 roku został przyłączony do Węgier, by w 1944 roku znów wrócić pod władzę Czechosłowacji, a w 1945 przejść do sowieckiej Ukrainy.
Status miasta od 1957.
W 1989 liczyło 9639 mieszkańców.
W 2013 liczyło 8994 mieszkańców – 40% stanowią Ukraińcy, 39,2% Węgrzy a 20,8% Romowie, Rosjanie, Słowacy, Białorusini i Żydzi.
Stanowi ważny węzeł kolejowy – tu rozdzielają się linie kolejowe ze Lwowa do Koszyc i Budapesztu. W mieście znajdują się trzy przejścia graniczne: kolejowe na granicy ze Słowacją (Czop – Čierna nad Tisou) oraz kolejowe i drogowe na granicy z Węgrami (Czop – Záhony). W mieście łączą się ukraińska droga znaczenia międzynarodowego M06 i węgierska droga krajowa nr 4. Ich szlakami biegnie trasa E573.

## Miasta partnerskie
- Záhony, Węgry
- Sokołów Małopolski, Polska
- Miłowe, Ukraina
- Czerna nad Cisą, Słowacja